# Prottes
Prottes je městys v Rakousku ve spolkové zemi Dolní Rakousy v okrese Gänserndorf.

## Geografie

### Geografická poloha
Prottes se nachází ve spolkové zemi Dolní Rakousy v regionu Weinviertel. Rozloha území městyse činí 13,81 km², z nichž 7,5 % je zalesněných.

### Části obce
Území městyse Prottes se skládá pouze z jedné části.

### Sousední obce
- na severu: Ebenthal
- na východu: Angern an der March
- na jihu: Weikendorf, Gänserndorf, Schönkirchen-Reyersdorf
- na západu: Matzen-Raggendorf

## Politika

### Obecní zastupitelstvo
Obecní zastupitelstvo se skládá z 19 členů. Od komunálních voleb v roce 2015 zastávají následující strany tyto mandáty:
- 12 ÖVP
- 5 LPP
- 2 TP

### Starosta
Nynějším starostou městyse Prottes je Karl Demmer ze strany ÖVP.